# Onoto
Onoto – miasto w Wenezueli, w stanie Anzoátegui.